# Echoverleihung 2010
Die 19. Echoverleihung der Deutschen Phono-Akademie fand am 4. März 2010 am Berliner Palais am Funkturm statt. Moderiert wurde die Verleihung von Matthias Opdenhövel und Sabine Heinrich. Wie bei jeder Echoverleihung war der kommerzielle Erfolg der Preisträger ausschlaggebend. Der Echo 2010 wurde in 24 Kategorien vergeben. Die Branchenpreise für den Medienpartner, den Handelspartner, das Produzententeam, das Soziale Engagement und die Musik-DVD-Produktion wurden bereits während eines Wohltätigkeits-Dinners der Stiftung Musik Hilft am 3. März 2010 vergeben. Der 2009 verstorbene US-amerikanische Musiker Michael Jackson wurde in die neugeschaffene Echo Hall of Fame aufgenommen.

## Liveacts
Als Showacts traten auf:
- Sade: Soldier of Love
- Jan Delay: Hoffnung
- Rihanna: Rude Boy
- Xavier Naidoo: Halte durch
- Robbie Williams: Morning Sun

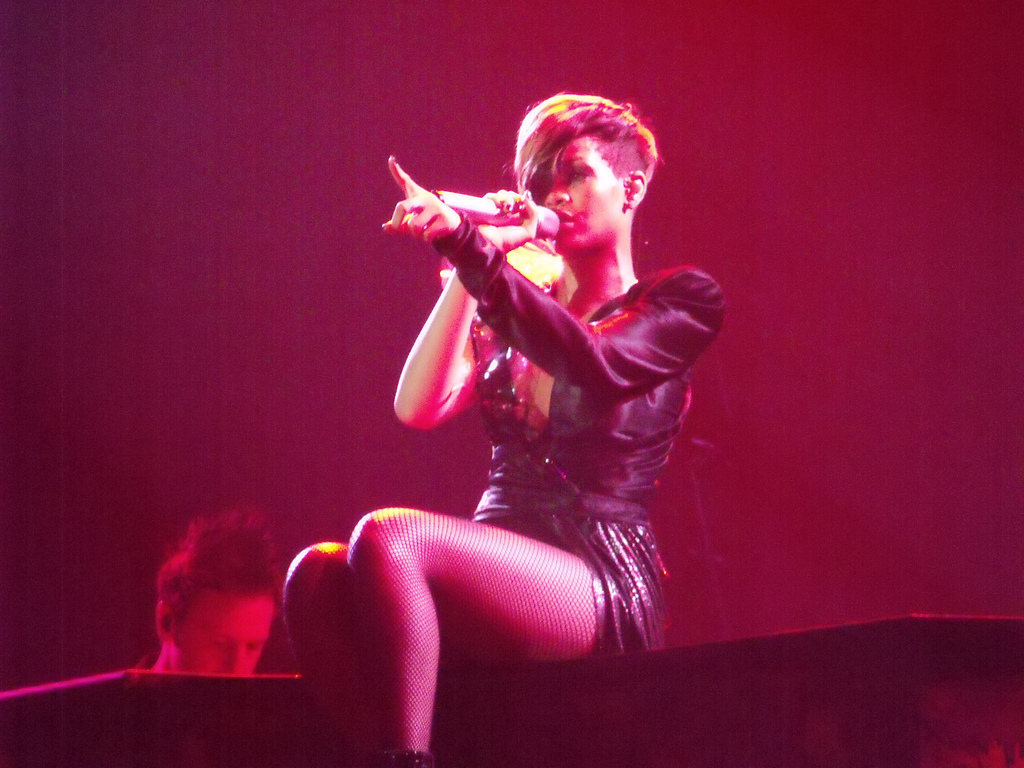
Rihanna stellte ihren Song Rude Boy vor

- Peter Maffay: Medley (Sonne in der Nacht, Du, Über sieben Brücken mußt du gehn)
- Gossip: Heavy Cross
- The Baseballs: Medley (Poker Face, Ayo Technology, Jungle Drum)
- Kesha: Tik Tok
- Uschi Blum: Moskau
- Ich + Ich feat Gentleman, Cassandra Steen und Till Brönner: Pflaster
- D!s Dance Club: Smooth Criminal

## Preisträger und Nominierte

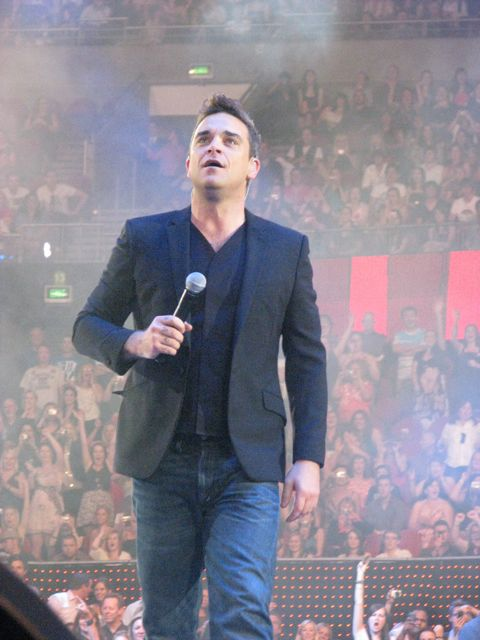
Robbie Williams wurde als bester internationaler Künstler des Jahres ausgezeichnet.

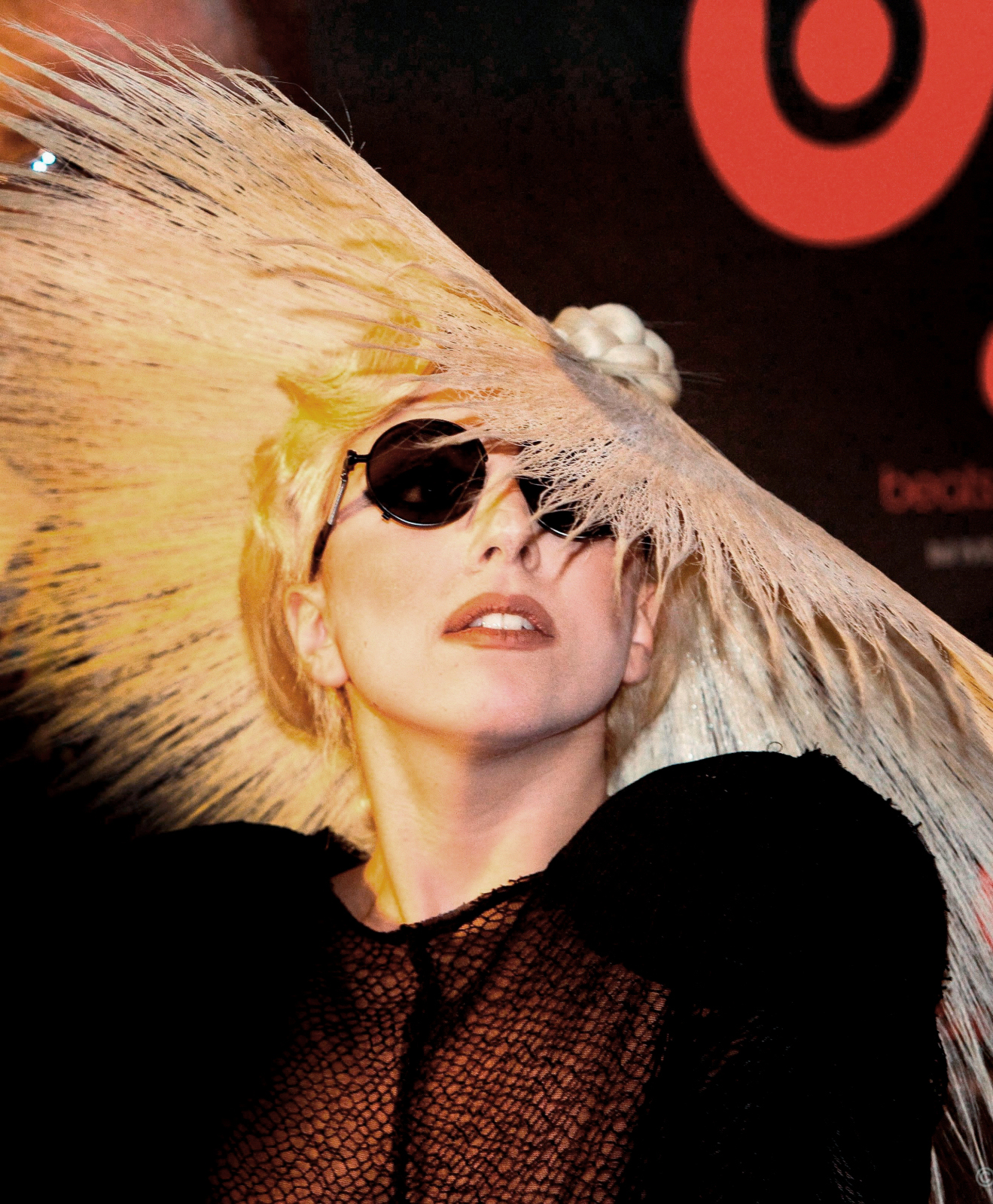
Lady Gaga, die wegen eines Konzertes nicht bei der Verleihung anwesend sein konnte, war mit drei Preisen die am meisten ausgezeichnete Künstlerin.

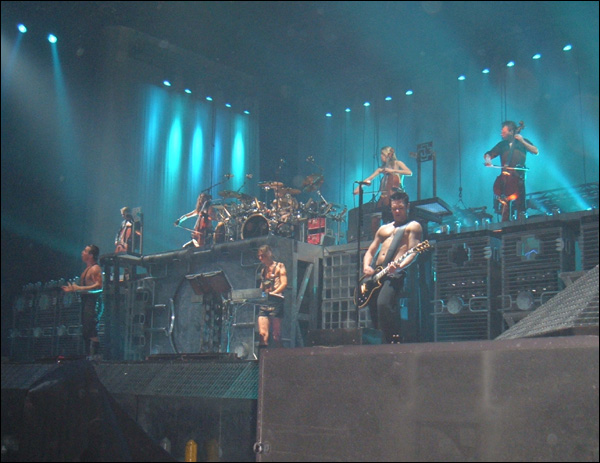
Die Gruppe Rammstein gewann in der Kategorie Rock/Alternative (national)

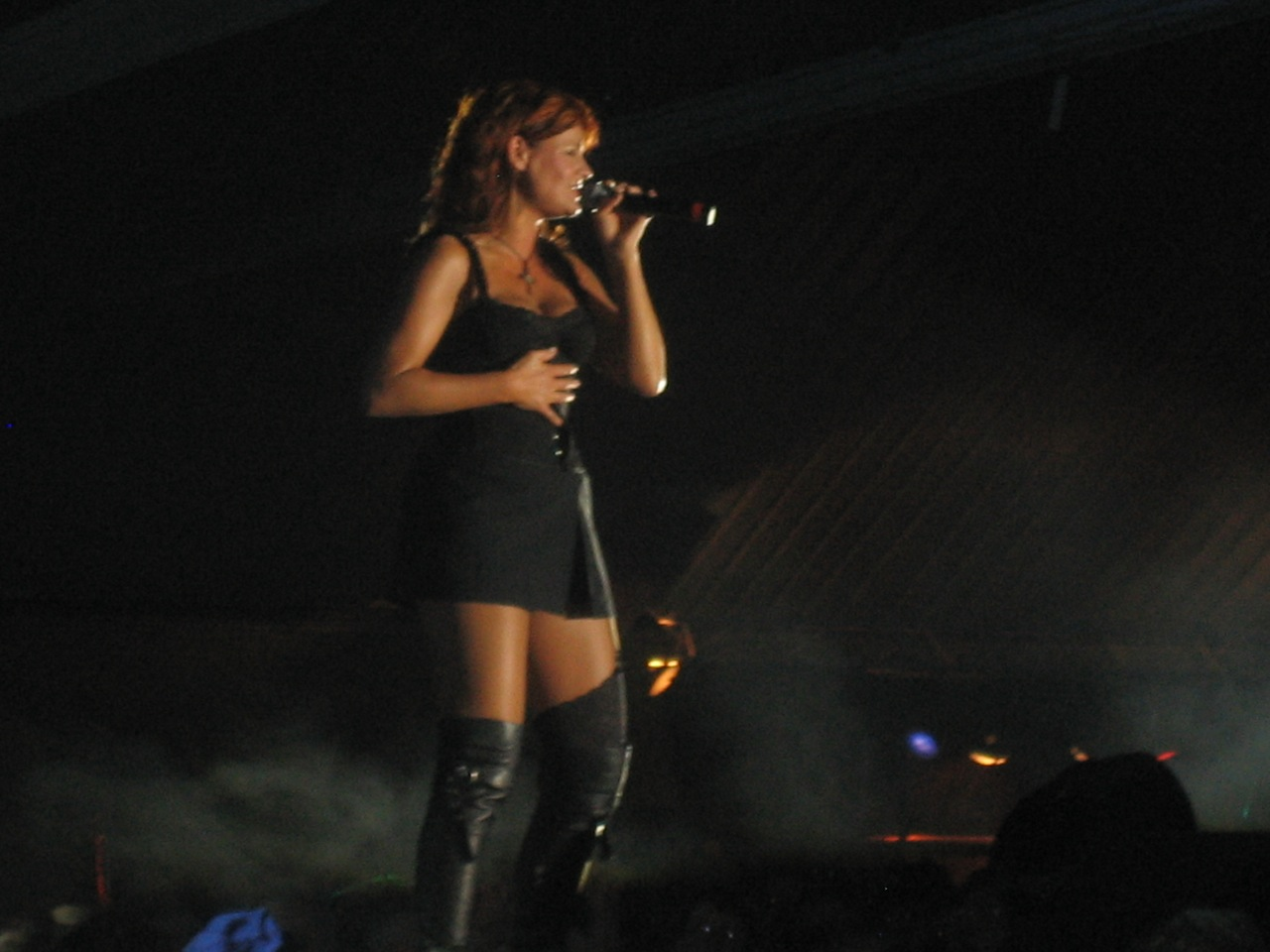
Andrea Berg war die beste Künstlerin in der Kategorie Deutschsprachiger Schlager

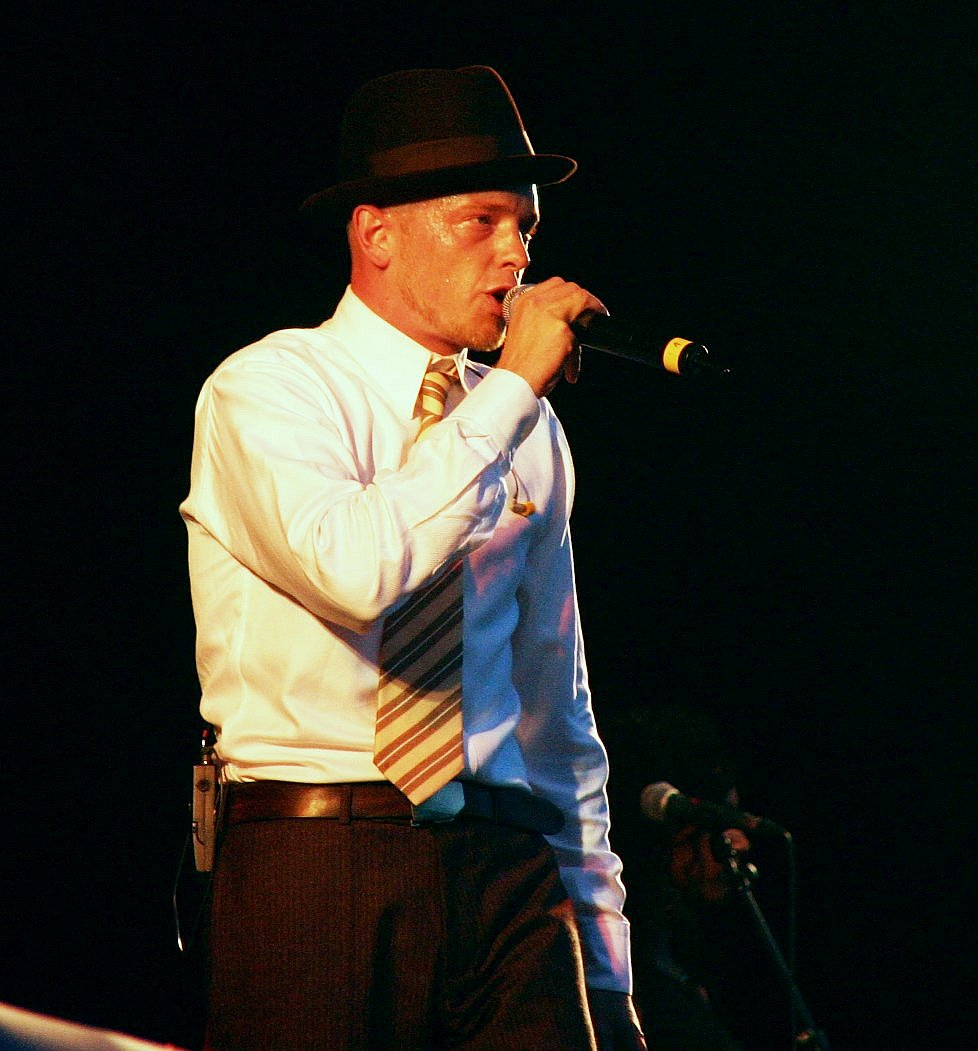
Jan Delay erhielt den Kritikerpreis und die Auszeichnung in der Kategorie Künstler/Künstlerin/Gruppe/Kollaboration des Jahres National/International Hip-Hop/Urban

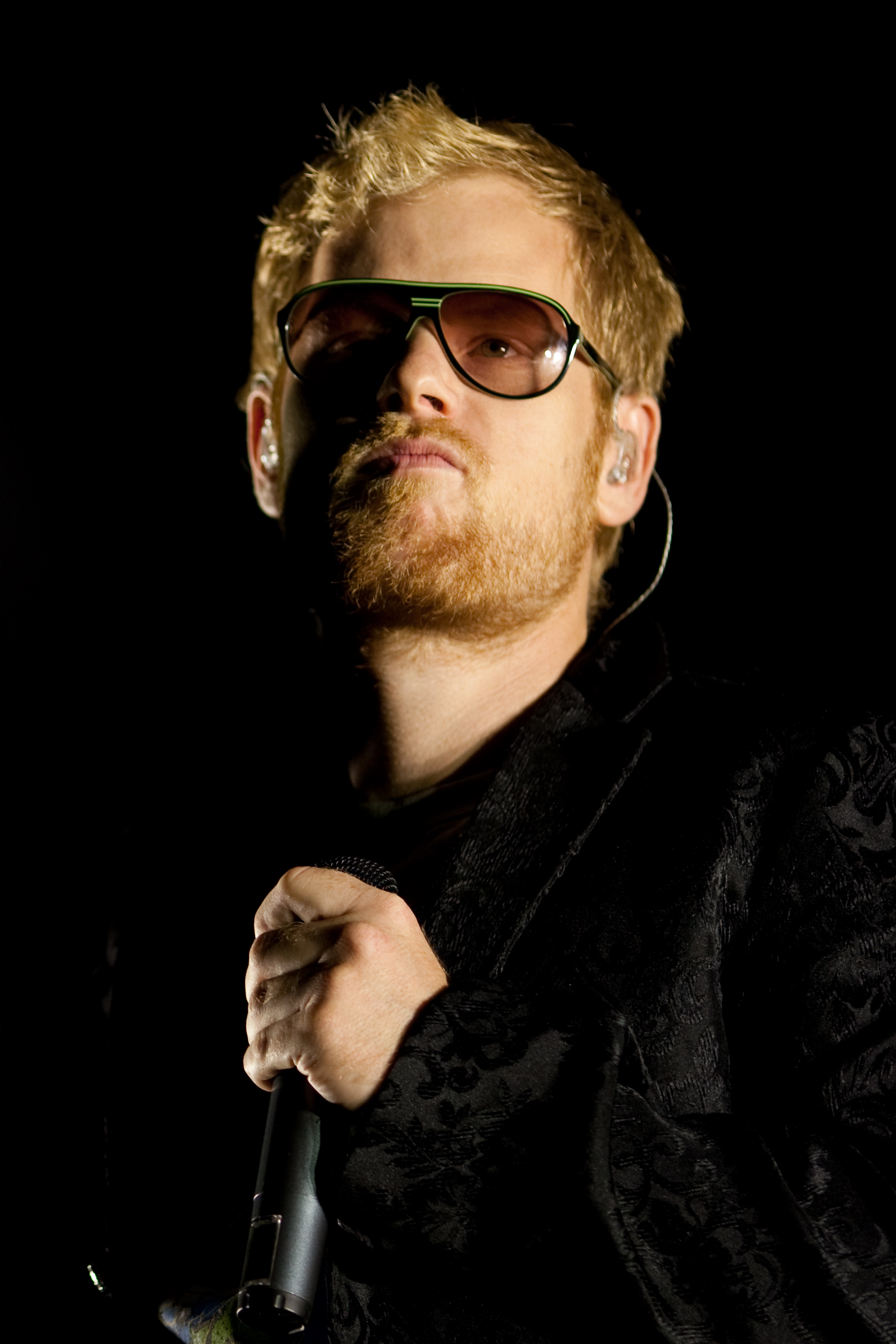
Nach drei Preisen für Peter Fox im Jahre 2009 reichte es 2010 nur für eine Auszeichnung in der Kategorie Album des Jahres (national oder international)

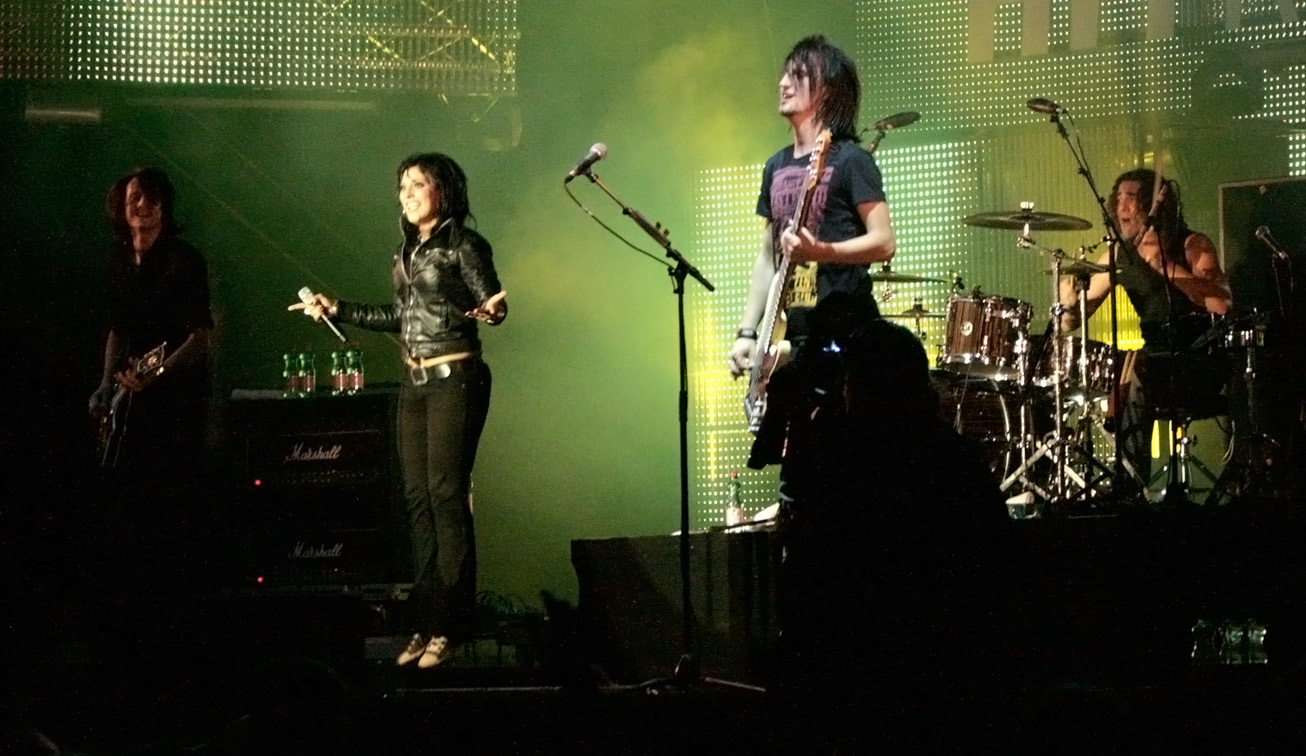
Silbermond gewannen in den Kategorien Beste Gruppe national Rock/Pop und Bester Live-Act (national)

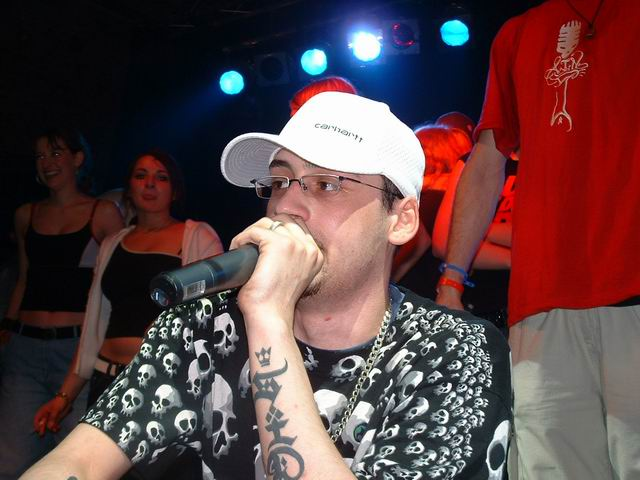
Sido gewann den Publikumspreis für das beste nationale Musikvideo

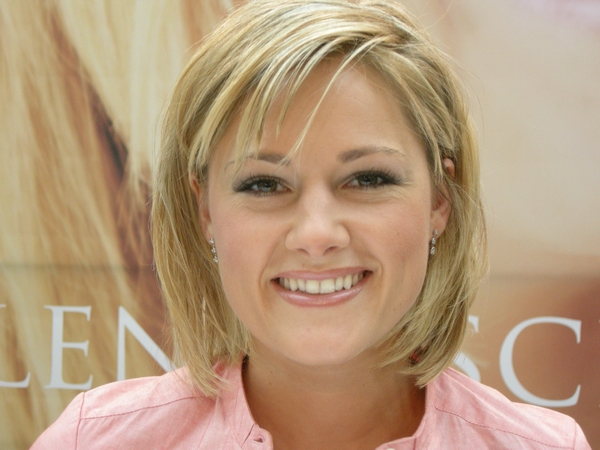
Helene Fischer wurde für die beste nationale Musik-DVD-Produktion ausgezeichnet

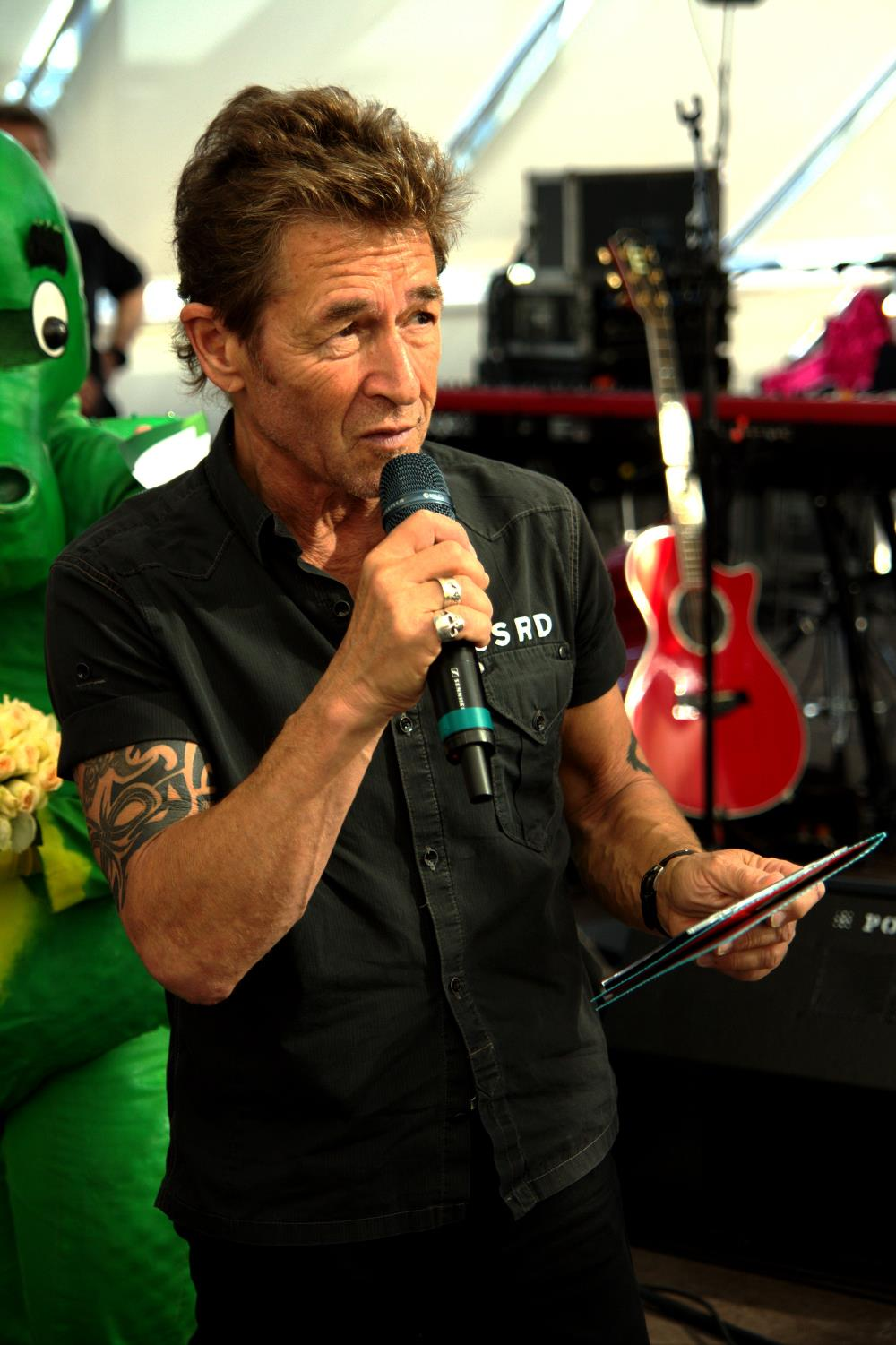
Peter Maffay erhielt den Ehrenecho für sein Lebenswerk

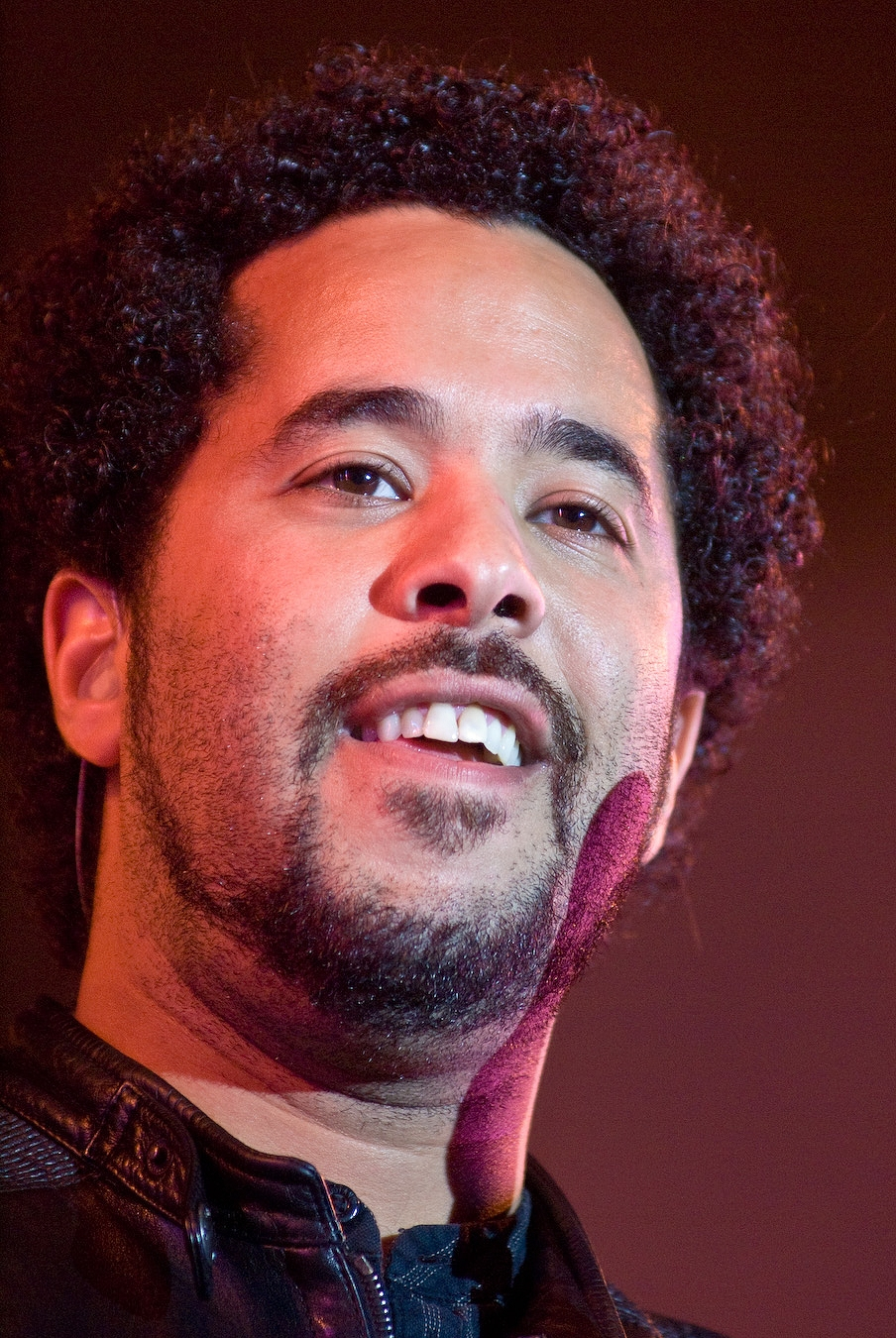
Adel Tawil (Bild) und Annette Humpe erhielten gemeinsam mit ihren Co-Produzenten von Ich + Ich den Echo für das beste nationale Produzententeam

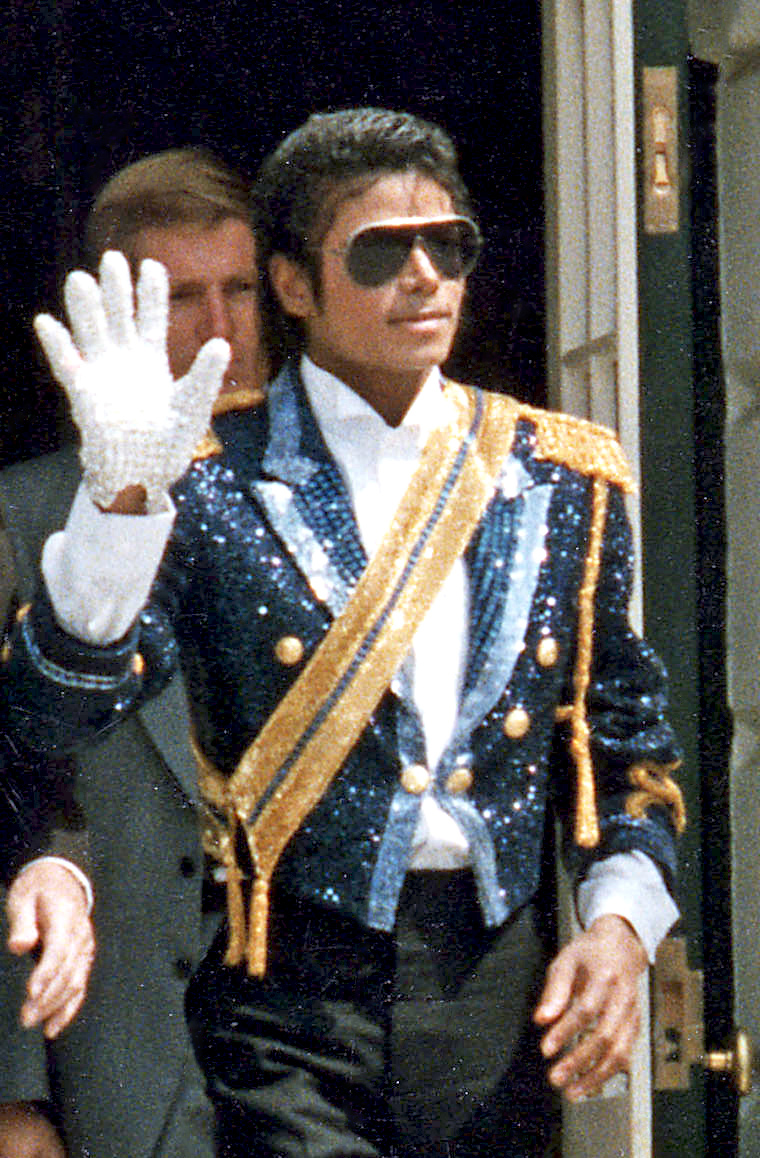
Der 2009 verstorbene Musiker Michael Jackson wurde in die neugeschaffene Echo Hall of Fame aufgenommen.

### Rock/Pop

#### Künstler des Jahres (national)
Xavier Naidoo (Alles kann besser werden)
- Roger Cicero (Artgerecht)
- David Garrett (Classic Romance)
- Marius Müller-Westernhagen (Williamsburg)
- Peter Maffay (Tattoos)

#### Künstler des Jahres (international)
Robbie Williams (Reality Killed the Video Star)
- David Guetta (One Love)
- Mark Knopfler (Get Lucky)
- Bruce Springsteen (Working on a Dream)
- Milow (Milow)

#### Künstlerin des Jahres (national)
Cassandra Steen (Darum leben wir)
- Eisblume (Unter dem Eis)
- Annett Louisan (Teilzeithippie)
- Ina Müller (Die Schallplatte – nied opleggt)
- Nena (Made in Germany)

#### Künstlerin des Jahres (international)
Lady Gaga (The Fame)
- Beyoncé (I Am... Sasha Fierce)
- Whitney Houston (I Look to You)
- Marit Larsen (Under the Surface)
- P!nk (Funhouse)

#### Gruppe des Jahres (national)
Silbermond (Nichts passiert)
- Adoro (Für immer und Dich)
- Ich + Ich (Gute Reise)
- Pur (Wünsche)
- Söhne Mannheims (Iz on)

#### Gruppe des Jahres (international)
Depeche Mode (Sounds of the Universe)
- a-ha (Foot of the Mountain)
- The Black Eyed Peas (The E.N.D.)
- Gossip (Music for Men)
- U2 (No Line on the Horizon)

### Rock/Alternative

#### Künstler/Künstlerin/Gruppe/Kollaboration des Jahres Rock/Alternative (national)
Rammstein (Liebe ist für alle da)
- Sportfreunde Stiller (MTV Unplugged in New York)
- Die Toten Hosen (Machmalauter: Die Toten Hosen – Live in Berlin)
- Element of Crime (Immer da wo du bist bin ich nie)
- Selig (Und Endlich Unendlich)

#### Künstler/Künstlerin/Gruppe/Kollaboration des Jahres Rock/Alternative (international)
Green Day (21st Century Breakdown)
- Mando Diao (Give Me Fire!)
- Placebo (Battle for the Sun)
- Kings of Leon (Only by the Night)
- Billy Talent (Billy Talent III)

### Schlager/Volksmusik

#### Künstler/Künstlerin/Gruppe/Kollaboration des Jahres (Deutschsprachiger Schlager)
Andrea Berg
- DJ Ötzi
- Helene Fischer
- Die Flippers
- Semino Rossi

#### Künstler/Künstlerin/Gruppe/Kollaboration des Jahres (Volkstümliche Musik)
Kastelruther Spatzen (Ein Kreuz und eine Rose)
- Die Amigos (Sehnsucht, die wie Feuer brennt)
- Hansi Hinterseer (Komm mit mir!)
- Nockalm Quintett
- Die Zipfelbuben (Party Party Party)

### Hip-Hop/R'n'B

#### Künstler/Künstlerin/Gruppe/Kollaboration des Jahres National/International Hip-Hop/Urban
Jan Delay (Wir Kinder vom Bahnhof Soul)
- Peter Fox (Stadtaffe)
- Eminem (Relapse)
- Culcha Candela (Schöne neue Welt)
- Sido (Aggro Berlin)

### Hit des Jahres und Album des Jahres

#### Hit des Jahres (national oder international)
Lady Gaga (Poker Face)
- Gossip (Heavy Cross)
- Milow (Ayo Technology)
- Cassandra Steen featuring Adel Tawil (Stadt)
- Emilíana Torrini (Jungle Drum)

#### Album des Jahres (national oder international)
Peter Fox (Stadtaffe)
- Lady Gaga (The Fame)
- Rammstein (Liebe ist für alle da)
- Silbermond (Nichts passiert)
- Depeche Mode (Sounds of the Universe)

### Nachwuchspreis der Deutschen Phono-Akademie

#### Newcomer des Jahres (national)
The Baseballs
- Cherona
- Eisblume
- Petruța Küpper
- Daniel Schuhmacher

#### Newcomer des Jahres (international)
Lady Gaga
- Gossip
- Milow
- David Guetta
- Marit Larsen

### Bester Live-Act (national)
Silbermond
- Peter Fox
- Jan Delay
- Xavier Naidoo
- Reamonn

### Video (national)
Sido (Hey du!)
- Peter Fox (Schwarz zu blau)
- Jeanette (Undress to the Beat)
- Daniel Schuhmacher (Anything but Love)
- Silbermond (Irgendwas bleibt)
- Cassandra Steen featuring Adel Tawil (Stadt)
- Ich + Ich (Pflaster)
- Culcha Candela (Monsta)
- Xavier Naidoo (Alles kann besser werden)
- Eisblume (Louise)

Anmerkung: Die Kursiv geschriebenen Künstler/Künstlerin/Gruppe sind bereits durch das Zuschauervoting ausgeschieden.

### Musik-DVD-Produktion (national)
Helene Fischer (Zaubermond live)
- Peter Fox (Peter Fox & Cold Steel – Live aus Berlin)
- David Garrett (David Garrett Live – In Concert & In Private)
- Udo Lindenberg (Stark wie zwei – Live)
- Rosenstolz (Die Suche geht weiter – live)

### Preis fürs Lebenswerk
Peter Maffay

### Produzententeam des Jahres / National
Adel Tawil, Annette Humpe, Peter Seifert, Florian Fischer, Sebastian Kirchner, Andreas Herbig für Ich + Ich
- Sportfreunde Stiller mit den Co-Produzenten Dave Anderson & Tobias Kuhn für Sportfreunde Stiller
- Matthias Arfmann, Kaspar "Tropf" Wiens & Jan Delay für Jan Delay
- Andreas Herbig für Jochen Distelmeyer
- Valicon für Silbermond

### Kritikerpreis
Jan Delay (Wir Kinder vom Bahnhof Soul)
- Die Goldenen Zitronen (Die Entstehung der Nacht)
- Jochen Distelmeyer (Heavy)
- Hell (Teufelswerk)
- The Whitest Boy Alive (Rules)

### Ehrenecho für soziales Engagement
Rea Garvey für seine Stiftung Saving an Angel.

### Medienpartner des Jahres
SWR3 für die Ausrichtung des New Pop Festivals

### Handelspartner des Jahres
Internetversandhaus Amazon

### Echo Hall of Fame
Michael Jackson